# Амбри (мифология)
Амбри (груз. ამბრი) — в грузинской мифологии великан, отличающийся громадной силой, ростом и весом. В цикле сказаний об Амирани с Амбри связан миф о погребении заживо — его, ещё живого, везут к месту погребения двенадцать пар волов, а в пути его нога, свесившись с повозки, как плуг вспахивает землю.
Вероятно, образ Амбри возник в среде земледельческого населения.